# Clarington
Clarington är en municipality (kommun) i Regional Municipality of Durham i Ontario i Kanada. Det nuvarande namnet antogs 1994 efter att kommunen tidigare hade hetat Town of Newcastle 1974-93.

## Befolkning
Clarington har 77 820 invånare.

## Näringsliv
Stora arbetsgivare i Clarington är Darlingtons kärnkraftverk, General Motors i Oshawa och flera mellanstora tillverkningsindustrier. Många invånare arbetar i andra delar av Durhamregionen eller i Toronto.
Clarington var en kandidat för att få fusionsforskninganläggningen ITER 2001, men man drog sig ur två år senare.